# Taiyuan
Taiyuan (kinesisk skrift: 太原市; pinyin: Tàiyuán) er en stor by på præfekturniveau, som er hovedstad i provinsen Shanxi i det nordlige Kina. Præfekturet har et areal på 6.959 km² og indbyggertallet på ca. 3.550.000 mennesker (2007).

## Administrative enheder
Taiyuan består af seks bydistrikter, tre amter og et byamt:
- Bydistriktet Xinghualing (杏花岭区), 170 km², 530.000 indbyggere, lokalregeringens sæde;
- Bydistriktet Xiaodian (小店区), 295 km², 470.000 indbyggere;
- Bydistriktet Yingze (迎泽区), 117 km², 490.000 indbyggere;
- Bydistriktet Jiancaoping (尖草坪区), 286 km², 330.000 indbyggere;
- Bydistriktet Wanbailin (万柏林区), 305 km², 500.000 indbyggere;
- Bydistriktet Jinyuan (晋源区), 287 km², 180.000 indbyggere;
- Amtet Qingxu (清徐县), 607 km², 300.000 indbyggere;
- Amtet Yangqu (阳曲县), 2.062 km², 140.000 indbyggere;
- Amtet Loufan (娄烦县), 1.290 km², 120.000 indbyggere;
- Byamtet Gujiao (古交市), 1.540 km², 210.000 indbyggere.

## Historie
Arkæologiske fund viser at byens historie går tilbage til første del af Shang-dynastiet. 
Taiyuan var en gammel hovedstad, anlagt af Zhaojianzi (赵简子) ca. 500 f.Kr., og den hed da Jinyang (晋阳). Den fik navnet Taiyuan på Qin-dynastiets tid. Jinyang var et strategisk center i oldtidsstaten Zhao. Efter at Qin erobrede Zhao i 221 f.Kr., blev byen sæde for et kommanderi. Dette fortsatte under Han-dynastiet (206 f.Kr.–220 e.Kr.) og senere. Under den senere Han-periode blev byen hovedstad for provinsen (zhou) Bing.
I en periode i 500-tallet var byen sekundær hovedstad for Det østlige Wei og for Det nordlige Qi, og voksede sig temmelig stor. Den blev et center for buddhismen. En ny by ble bygget i 562, og den blev slået sammen med den gamle by i 733. Fra da af, og til midten af Tang-dynastiet (618–907), blev der vedvarende bygget huletempler i Tianlongbjergene sydvest for byen. Grundlæggeren af Tang-dynastiet begyndte sin erobring af Kina med Taiyuan som vigtig base og med hjælp fra det lokale aristokrati der. Periodevis fungerede byen som Tangs nordlige hovedstad. Den blev et mægtigt og stærkt befæstet militært støttepunkt. 
En række kejsere kom fra Taiyuan; den mest kendte er Tang-kejseren Li Shimin (kejser Taizong). Også mange kinesiske digtere stammer fra Taiyuan.
Byen lå i det som nu er Taiyuanzhen, nogle kilometer øst for den moderne by. Efter at Song-dynastiet kom til magten der i 960 begyndte man at bygge en helt ny by ved floden Fens bredder i 982. Byen blev sæde for et overordnet præfektur i 1059 og blev administrativ hovedstad for Hedong (det nordlige Shanxi) i 1107. Den forblev det – skønt med varierende navn og status – frem til slutningen af Yuan-dynastiet (1368). 
Ved begyndelsen af Ming-dynastiet (1368–1644) fik den navnet Taiyuan Fu (府; fu, som betyder «hovedby») og beholdt det navn til 1912. Det var under Ming-tiden at bymuren blev til (1568). Under Ming-dynastiet og Qing-dynastiet var Taiyuan Fu hovedstad for Shanxi. Under republikken (etableret i 1911) blev navnet ændret til Yangqu, et navn som den beholdt til 1947.
Under Bokseroprøret i 1900 blev 77 ubevæbnede vestlige mænd, kvinder og børn tilhørende protestantiske missionærfamilier eller katolske ordenssamfund henrettet på provinsguvernørens bud. Denne hændelse er senere blevet kaldt Taiyuanmassakeren.
I 1907 steg Taiyuans betydning da byen fik jernbaneforbindelse til Shijiazhuang i Zhili, på hovedlinjen mellem Beijing og Wuhanbyerne. Men kort efter blev Taiyuan ramt af økonomiske nedgangstider. I 1800-tallet havde handelsstanden og det lokale bankvæsen i byen været af stor betydning, men blandt andet på grund af moderniseringen af bankvæsenet kom Taiyuan og hele Shanxi i modvind.
Efter 1911 blev Shanxi kontrolleret af krigsherren Yen Hsi-shan fra 1913 til 1948. Taiyuan blomstrede økonomisk og industrien voksede. Der kom også jernbaneforbindelse både til de sydvestlige dele af provinsen og nordover til Datong.
Etter japanernes invasion i 1937 fortsatte Taiyuans industrielle vækst. I 1945 overgav den japanske hær i Shanxi sig til Yen Xi-shan og fortsatte med at kæmpe for ham til 1948. Men til slut erobrede kommunisterne Taiyuan.
Siden den kommunistiske magtovertagelse i 1949 har Taiyuan udbygget sin industrielle basis, selv om sværindustri – jern- og stålværker er forblevet den vigtigste; den lokale kulproduktion er meget høj. Der produceres også maskiner, cement og kemiske produkter. Byen har også fået store forsknings- og uddannelsesinstitutioner.

## Kulturminder
Jinci-tempelanlægget blev i 1961 opført på Folkerepublikken Kinas liste over bevaringsværdeige kulturminder. 
Byens ældste eksisterende bygning er Gudindetemplet (圣母殿) inde i Jin Ci-komplekset; det blev oprindelig bygget i 1023, og blev væsentligt ombygget i 1102.

## Geografi
En af Huang Hes største bifloder, Fen He løber gennem byen. Dæmninger og vandingsanlæg længere oppe i floden gør at den på det nærmeste er tør og kun i korte perioder forskønner byen med sit flodløb.
I Taiyuan ligger Kosmodrom Taiyuan, en mindre rumhavn for satellitopsendelse med den kinesiske bæreraket Lange March.

## Trafik

### Jernbane
Qingdao-Taiyuan højhastighedstog har endestation her på sin rute fra Qingdao.

### Vej
Kinas rigsvej 108 løber gennem området. Den begynder i Beijing og fører via Taiyuan, Xi'an og Chengdu mod syd til Kunming i den sydvestlige provins Yunnan.
Kinas rigsvej 208 fører gennem området. Den begynder i Erenhot og fører via Jining og Datong og Taiyuan til Changzhi i provinsen Shanxi.
Kinas rigsvej 307 passerer gennem området. Den begynder i Qikou i Hebei og fører gennem provinserne Shanxi og Shaanxi til Yinchuan i den autonome region Ningxia Hui.

## Myndigheder
Den lokale leder i Kinas kommunistiske parti er Luo Qingyu. Borgmester er Li Xiaobo, pr. 2021.
37°52′10″N 112°33′37″Ø / 37.86944°N 112.56028°Ø